# Gessica Généus
 (juin 2021).
La mise en forme du texte ne suit pas les recommandations de Wikipédia : il faut le « wikifier ».
Les points d'amélioration suivants sont les cas les plus fréquents. Le détail des points à revoir est peut-être précisé sur la page de discussion.
- Les titres sont pré-formatés par le logiciel. Ils ne sont ni en capitales, ni en gras.
- Le texte ne doit pas être écrit en capitales (les noms de famille non plus), ni en gras, ni en italique, ni en « petit »…
- Le gras n'est utilisé que pour surligner le titre de l'article dans l'introduction, une seule fois.
- L'italique est rarement utilisé : mots en langue étrangère, titres d'œuvres, noms de bateaux, etc.
- Les citations ne sont pas en italique mais en corps de texte normal. Elles sont entourées par des guillemets français : « et ».
- Les listes à puces sont à éviter, des paragraphes rédigés étant largement préférés. Les tableaux sont à réserver à la présentation de données structurées (résultats, etc.).
- Les appels de note de bas de page (petits chiffres en exposant, introduits par l'outil «  Source ») sont à placer entre la fin de phrase et le point final[comme ça].
- Les liens internes (vers d'autres articles de Wikipédia) sont à choisir avec parcimonie. Créez des liens vers des articles approfondissant le sujet. Les termes génériques sans rapport avec le sujet sont à éviter, ainsi que les répétitions de liens vers un même terme.
- Les liens externes sont à placer uniquement dans une section « Liens externes », à la fin de l'article. Ces liens sont à choisir avec parcimonie suivant les règles définies. Si un lien sert de source à l'article, son insertion dans le texte est à faire par les notes de bas de page.
- La présentation des références doit suivre les conventions bibliographiques. Il est recommandé d'utiliser les modèles {{Ouvrage}}, {{Chapitre}}, {{Article}}, {{Lien web}} et/ou {{Bibliographie}}. Le mode d'édition visuel peut mettre en forme automatiquement les références.
- Insérer une infobox (cadre d'informations à droite) n'est pas obligatoire pour parachever la mise en page.

Pour une aide détaillée, merci de consulter Aide:Wikification.
Si vous pensez que ces points ont été résolus, vous pouvez retirer ce bandeau et améliorer la mise en forme d'un autre article.
Gessica Généus, née le 23 décembre 1985 à Port-au-Prince, est une comédienne, réalisatrice et écrivaine haïtienne,.

## Biographie

### Parcours et récompenses
Elle avait 17 ans,  en 2002, quand elle a commencé sa carrière de comédienne avec le long-métrage intitulé : Barikad, réalisé par Richard Sénécal. L'engouement populaire de ce film la consacre « star du cinéma haïtien ». Un an plus tard, à 18 ans, elle a reçu le Tiket d'Or de la meilleure actrice pour ce long métrage; puis, en 2007, le Grand Prix de la Diaspora à la FESPACO (Festival Panafricain du Cinéma de Ouagadougou). 
En 2006, elle remporte le prix de la meilleure actrice pour le film Cousine au Festival International du film de Brooklyn à New York.
En 2012, elle a incarné « Vertueuse » dans une mini-série française historique diffusée en deux parties et intitulée Toussaint Louverture.
Gessica Généus est retenue sur le casting de trois productions : The empty box (2016), un film mexicain réalisé par Claudia St-Luce ; Everything but a man (2016), un film américain réalisé en 2016 par Nnegest Likké qui fut projeté au American Black Film Festival ; et Cargo en 2017. 

### Études
Gessica Généus a décroché une bourse d'études en actorat à Acting International à Paris, après le tremblement de terre qu'a connu son pays (Haïti) en 2010.

### Réalisations
Elle a d'abord réalisé en 2012 : Vizaj Nou (« Nos visages »). C'est une série de courts-métrages mettant l'accent sur des figures de proue de la société haïtienne dont : Viviane Gauthier, Frankétienne, Konpè Filo... 
Ensuite, en 2014, Gessica Généus a publié son premier livre : Yon ti koze ak sèm. À travers cette œuvre, elle propose un nouveau regard sur notre perception de vie. 
Elle a poursuivi en tant que réalisatrice en 2017 avec : Douvan Jou Ka Leve, un film qui fait le point sur le rapport que développe l'être haïtien avec cet élément intrinsèque de sa culture : le vaudou.
Puis, en mars 2018, elle a sorti son premier album musical ASE. Il comporte 13 chansons dont Minwi, Malatchonn et Mama.

### Prix pourDouvan Jou Ka Leve
Gessica Généus décroche huit prix avec le film Douvan Jou Ka Leve. En décembre 2017, Gessica Généus reçoit le Prix du meilleur documentaire de création dans la catégorie moyen-métrage du Festival du film documentaire de Saint-Louis, au Sénégal. En janvier 2018, à Genève, elle reçoit le Prix coup de cœur du Festival de films indépendants Black Movie à Genève. En mars 2018, elle  décroche le Prix du jury dans la catégorie documentaire Les Rencontres Cinémas Martinique 2018. En juin 2018, elle est titulaire du Prix « Clé d'or » au Festival Psy de Lorquin, Montpellier, France. En août 2018, elle est doublement récompensée. Elle  reçoit le Prix du public et l'Île d'or au Festival international du film insulaire de Groix (FIFIG). En octobre 2018, elle est gagnante du Grand Prix du Film Documentaire Alliance Ciné Caraïbes du Festival International du Film des Droits Humains de Guadeloupe, Monde En Vues. Et, en octobre 2019, elle obtient le Grand prix du jury du Festival International du film documentaire Amazonie-Caraïbes (FIFAC) à Saint-Laurent-du-Maroni en Guyane.

## Filmographie

### Réalisatrice
- 2012 : Vizaj Nou
- 2017 : Douvan Jou Ka Leve
- 2021 : Freda

### Actrice
- 2002 : Barikad
- 2006 : Cousin
- 2006 : Le président a-t-il le sida ? d'Arnold Antonin
- 2009 : Les Amours d'un zombi d'Arnold Antonin
- 2012 : Toussaint Louverture
- 2016 : The empty box
- 2016 : Everything but a man
- 2017 : Cargo
- 2024 : Kidnapping Inc.